# Зелинский, Ян Викторович
Ян Викторович Зелинский (род. 18 января 1980, г. Щучинск, Кокчетавская область, Казахская ССР, СССР) — российский политический деятель, депутат Государственной думы VI созыва от Либерально-демократической партии России.

## Биография
Ян Викторович Зелинский родился 18 января 1980 года в Щучинске (Кокчетавская область, Казахская ССР, СССР).
С 1997 года работал экспедитором в ТОО «Монолит».
С 2000 года работал мастером дорожного участка в ТОО «РСУ-16».
В 1998 году поступил и в 2002 году окончил Сибирскую государственную автомобильно-дорожную академию (Омск) по специальности «автомобильные дороги и мосты», квалификация — инженер.
С 2002 года работал начальником коммерческого отдела в ЗАО «Силуэт».
С 2002 по 2004 год работал в таможенных органах (Исилькульский таможенный пост, Омский таможенный пост), в отделе таможенного оформления и таможенного контроля. В 2004 году присвоен квалификационный разряд «Референт государственной службы 1 класса».
С 2004 год работал юристом в ООО «Авто-Стиль» и в ООО «Поддержка».
С 2005 года — член Омской областной общественной организации «Союз юристов Омской области»;
В 2004 году основал юридическую фирму ООО «Защитник», директором который являлся по август 2008 года.
В 2002 году поступил и в 2006 году окончил негосударственное образовательное учреждение «Столичный гуманитарный институт», квалификация — юрист.

С 12.09.2009 года — по 02.02.2012 года — координатор Омского регионального отделения политической партии ЛДПР. Член Координационного Совета Омского регионального отделения ЛДПР.
Участник многих выборов в органы местного самоуправления, дважды баллотировался на должность мэра города Омска в 2010 и 2012 годах.
С 2007 года по 2011 год — управления делами Правительства Омской области, помощник депутата Государственной Думы Федерального Собрания Российской Федерации по работе в Омской области.
С марта 2008 по 2011 год являлся помощником депутата Госдумы от ЛДПР Игоря Лебедева.
— С 2011 года по настоящее время — депутат Государственной Думы ФС РФ шестого созыва, член комитета ГД по международным делам, член комиссии ГД по вопросам депутатской этики (от 15.02.2013 года № 1737-6 ГД Постановление Государственной Думы), член счётной комиссии ГД (от 22.11.2013 года № 3274-6 ГД Постановление Государственной Думы), секретарь счётной комиссии ГД.
— С 23 апреля 2012 года член Общественного научно — методического консультационного совета при ЦИК РФ. Секция по вопросам развития законодательства о выборах, референдумах и правоприменительной практики. (Распоряжение ЦИК РФ от 23.04.2012 г. № 95-р). С 15 мая 2015 года секция по вопросам международного сотрудничества. (Распоряжение ЦИК РФ от 15.05.2015 г. № 156-р).
— С июля 2012 года Координатор депутатской группы Государственной Думы ФС РФ (шестого созыва) по связям с парламентом Королевства Норвегия.
— С июля 2012 года член депутатской группы Государственной Думы ФС РФ (шестого созыва) по связям с парламентом Французской Республики, Федеративной Республики Бразилия, Республики Перу, Итальянской республики.
— С ноября 2012 по ноябрь 2013 гг.- член межпарламентской комиссии по сотрудничеству Милли Меджлиса Азербайджанской Республики и Федерального Собрания Российской Федерации.
— С 20 ноября 2012 года руководитель группы депутатов Государственной Думы ФС РФ (шестого созыва) по связям с парламентом Тайваня — Законодательным Юанем.
— С 23 марта 2013 года Президент Омского филиала Общероссийского союза общественных объединений «Российский Союз Боевых Искусств».
— С 15 ноября 2013 года региональный представитель Общероссийской общественной организации «ОФИЦЕРЫ РОССИИ» по Омской области.
— С 05 сентября 2015 года Президент общественной организации «Региональная Омская Спортивная Федерация Кикбоксинга» ОО «РОСФК».
— С февраля 2016 года член Координационного Совета по противодействию терроризму при Общественной палате Российской Федерации
— С 19 мая 2016 года член Экспертно-консультативного совета по таможенной политике при ФТС России.
Автор ряда научных работ и публикаций.
Кандидат в Губернаторы Омской области на выборах 13 сентября 2015 года
С 2017 года по настоящее время проживает на территории Республики Крым, в г. Симферополь, где оказывает юридические услуги, является учредителем ООО «Юридический Советник», https://юрист-крым.рф (Заслуженный юрист Омской обл.).

## Законотворческая деятельность
12 декабря 2013 года в соавторстве с другим депутатом от ЛДПР Е. В. Афанасьевой внёс на рассмотрение Государственной Думы проект Федерального закона «О внесении изменения в статью 1 Федерального закона „О Государственном языке Российской Федерации“». В приложенной к проекту пояснительной записке было обнаружено более десятка разнообразных синтаксических и орфографических ошибок. Проект закона подвёргся критике председателя ЛДПР: «Запрещать говорить не на русском языке — это тоже, я считаю, ограничение. У людей есть родной язык, и как можно запретить, кому тяжело на русском языке? Это тоже их личная инициатива, и мы её не одобряем». Далее Владимир Жириновский отметил: «Это их личная, индивидуальная инициатива, но если там есть ошибки в пояснительной записке, укажем на это. Свою малограмотность пускай дома показывают».
Последний внесенный законопроект в Государственную Думу РФ (шестого созыва) — 745250-6 О внесении изменений в статьи 8 и 35 Федерального закона «О международных договорах Российской Федерации». Суть: О наделении Центральной избирательной комиссии Российской Федерации правом представлять рекомендации о заключении, приостановлении действия и прекращении международных договоров Российской Федерации по вопросам деятельности ЦИК РФ. 

## Награды
3 апреля 1998 года в соответствии с требованиями Федерации боевого каратэ присвоена квалификация 3-киу коричневый пояс по каратэ-до.
19 мая 2009 года вручено «Благодарственное письмо» Избирательной Комиссией Омской области.
15 марта 2012 года (на основании распоряжения Губернатора Омской области № 35-р) за заслуги перед Омской областью в развитии правоприменительной практики присвоено почётное звание Омской области «Заслуженный юрист Омской области».
8 октября 2012 года награждён Памятной медалью «20 лет Представительству Омской области при Правительстве Российской Федерации».
— 18 декабря 2013 года награждён Почётной грамотой комитета Государственной Думой по физической культуре, спорту и делам молодёжи, за значительный вклад в развитие боевых искусств в Омской области, пропаганду здорового образа жизни среди молодёжи.
— 07 июля 2014 года награждён Благодарностью Председателя Государственной Думы Федерального Собрания Российской Федерации, за значительный вклад в развитие законодательства Российской Федерации и парламентаризма в Российской Федерации.
— 01 июня 2016 года награждён медалью парламентской дипломатии Законодательного Юань Китайской республики, в знак признания значимого вклада в продвижение доброй воли обменов и дружеских отношений между Законодательным Юань и международным сообществом.